# Ратценбергер, Эдмунд Теодор

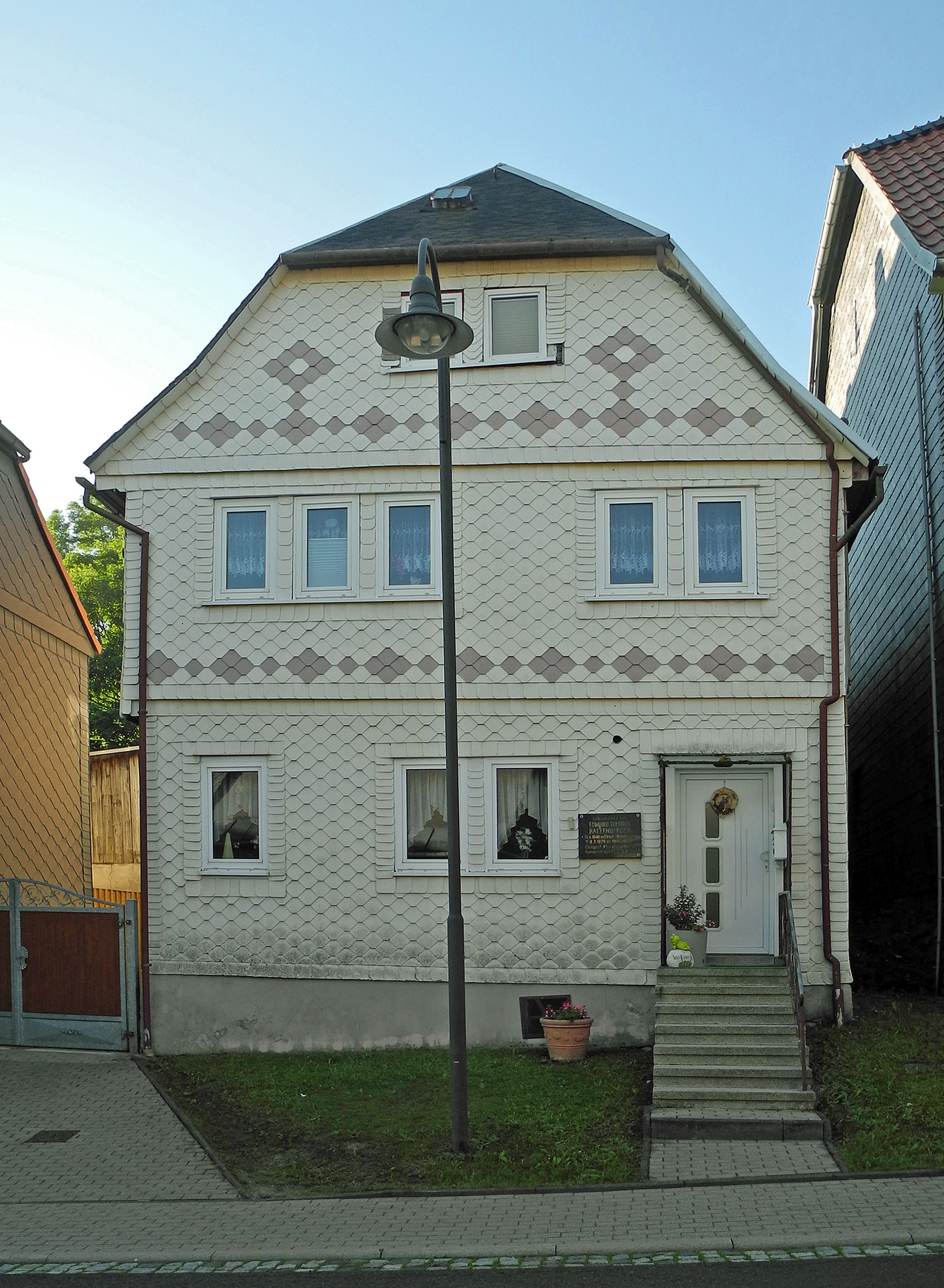
Место рождения в Гросбрайтенбахе

Эдмунд Теодор Ратценбергер (нем. Edmund Theodor Ratzenberger; 14 апреля 1840, Гросбрайтенбах — 8 марта 1879, Висбаден) — немецкий пианист.
В середине 1850-х гг. учился у Ференца Листа. Работал в Веймаре, Висбадене, был придворным пианистом в княжестве Шварцбург-Зондерсхаузен (где среди его учеников был Гуго Риман), преподавал в Лозанне и наконец с 1868 года в Дюссельдорфе. Ганс фон Бюлов посвятил Ратценбергеру новое издание Шести менуэтов Бетховена (1869). В 1870 году руководил крупным Бетховенским фестивалем в Веймаре, в 1876 году организовал посвящённый Листу фестиваль в Дюссельдорфе. Опубликовал ряд фортепианных пьес.